# Grubach (Berching)
Grubach ist ein Gemeindeteil der Stadt Berching im Landkreis Neumarkt in der Oberpfalz. 

## Geografie
Der Weiler Grubach liegt etwa fünf Kilometer nordöstlich des Hauptortes Berching. Vor der Gebietsreform in Bayern gehörte der Ort zur Gemeinde Pollanten.

## Geschichte
Am 31. Mai 1828 wurden die beiden Familien, welche in Grubach zur Urpfarrei Waldkirchen gehörten, zur Kuratie Pollanten umgepfarrt, wohin die restliche Bevölkerung des Dorfes gehörte.
Am 1. Juli 1972 wurde Grubach gemeinsam mit den anderen Gemeindeteilen Wolfersthal, Pollanten und Eismannsberg nach Berching eingemeindet.